# Kiss Kiss (bài hát)
"Kiss Kiss" là bài hát pop được sáng tác bởi Juliette Jaimes, Sezen Aksu và Steve Welton-Jaimes. Bài hát này ban đầu là một bài hát Thổ Nhĩ Kỳ với tên là "Şımarık" trình bày bởi Tarkan. Stella Soleil đã hát lại bài này bằng tiếng Anh với tên "Kiss Kiss" vào năm 2001. Và sau đó, Holly Valance đã thu âm ca khúc này cho album phòng thu đầu tiên của cô là Footprints. Đĩa đơn "Kiss Kiss" của Valance được phát hành vào 29 tháng 1 năm 2002 dưới dạng đĩa đơn CD. Ca khúc này sau đó lại được ban nhạc Úc là Bodyjar trình bày.

## "Kiss Kiss" trình bày bởi Holly Valance

### Music video
Trong music video "Kiss Kiss" của Valance, cô nhảy với nhiều vũ công nam và cô mặc những trang phục rất gợi cảm. Video gây nhiều tranh cãi về những đoạn khỏa thân của Valance trong video. Valance cho rằng cô không khỏa thân hết mà trong video, những ánh đèn chiếu sáng đã che đi những phần nhạy cảm của cơ thể cô. Năm 2002, "Kiss Kiss" nhận đề cử cho 4 giải thưởng ARIA trong lễ trao giải ARIA Awards lần thứ 16.

### Danh sách ca khúc
Australian CD single
1. "Kiss Kiss" (Wise Buddah mix) — 3:25
2. "Kiss Kiss" (Jan Wobble remix) — 5:15
3. "Kiss Kiss" (Agent Sumo 2) — 7:41
4. "Kiss Kiss" (Stargate R&B mix) — 3:02

UK CD single
1. "Kiss Kiss" (Wise Buddah mix) — 3:25
2. "Kiss Kiss" (Jan Wobble remix) — 5:15
3. "Kiss Kiss" (Agent Sumo 2) — 7:41
4. "Kiss Kiss" (Stargate R&B mix) — 3:02
5. "Kiss Kiss" (music video)

Germany CD single
1. "Kiss Kiss" (Wise Buddah mix) — 3:25
2. "Kiss Kiss" (Stargate R&B mix) — 3:02

### Xếp hạng và doanh thu
Đĩa đơn này đứng vị thứ #1 trên bảng xếp hạng Anh vào ngày 5 tháng 5 năm 2002, bán được 143,408 bản trong tuần đầu tiên phát hành.
Trên các bảng xếp hạng ARIA Charts (Úc) và UK Singles Chart (Anh), đĩa đơn này cũng đứng vị thứ #1. Đây là đĩa đơn đầu tiên và cũng là đĩa đơn nhận được nhiều gặt hái thành công nhất của Holly Valance. Đĩa đơn này nằm trên bảng xếp hạng top ten ARIA Charts suốt 9 tuần liên tiếp, nằm trong top 20 suốt 13 tuần liên tiếp và tổng cộng 17 tuần liên tiếp trong top 50. Ở các quốc gia như Ireland, Ý, Đài Loan và Phần Lan, đĩa đơn này đều lọt vào top ten. Đĩa đơn này cũng lọt vào top 20 tại các nước như Áo, Hy Lạp, Thụy Điển, Đức, Nhật Bản, New Zealand, Thụy Sĩ và Đan Mạch. "Kiss Kiss" đã được chứng nhận Bạch Kim bởi ARIA và Vàng bởi BPI.
| Bảng xếp hạng (2001)(Stella Soleil) | Vị thứ |
| ----------------------------------- | ------ |
| U.S. Billboard Top 40 Mainstream    | 27     |
| Bảng xếp hạng (2002)(Holly Valance) | Vị thứ |
| Australian ARIA Singles Chart       | 1      |
| Austria Singles Chart               | 11     |
| Denmark Singles Chart               | 20     |
| Finland Singles Chart               | 7      |
| France Singles Chart                | 50     |
| German Singles Chart                | 14     |
| Greece Singles Chart                | 11     |
| Ireland Singles Chart               | 2      |
| Italy Singles Chart                 | 3      |
| Japan Singles Chart                 | 11     |
| Netherlands Singles Chart           | 24     |
| New Zealand Singles Chart           | 17     |
| Sweden Singles Chart                | 12     |
| Switzerland Singles Chart           | 19     |
| Taiwan Singles Chart                | 6      |
| UK Singles Chart                    | 1      |